# Trifolium nigrescens
Trifolium nigrescens — вид рослин родини Бобові (Fabaceae).

## Морфологія
Однорічна трав'яниста рослина, яка досягає висоти між 5 і 60 см. Гілля лисе або майже лисе. Листочки від 0,5 до 4 см в довжину і від 0,3 до 2,5 см в ширину, яйцеподібні до майже трикутні, звужується до основи, краї дрібно зазубрені. Суцвіття від 1 до 2 сантиметрів, сферичні й складаються з багатьох вільно розташованих поодиноких квітів. Віночок від 6 до 9 мм у довжину, рожевий або білий. Коли плоди дозрівають вона стають жовтими або коричневими. Насіння між 1,1 та 1,5 мм, коричневого кольору. Число хромосом було визначено в 2n = 16. Період цвітіння триває з березня по жовтень.

## Поширення
Поширення: Північна Африка: Алжир; Єгипет; Лівія [можливо, введений]; Марокко; Туніс. Західна Азія: Кіпр; Іран; Ірак; Ізраїль; Ліван; Сирія; Туреччина. Кавказ: Грузія — Аджарія. Південна Європа: Албанія; Болгарія; Колишня Югославія; Греція [вкл. Крит]; Італія [вкл. Сардинія, Сицилія]; Франція [вкл. Корсика]; Португалія; Гібралтар; Іспанія [вкл. Балеарські острови]. Також культивується.
Виростає на полях і серед чагарників у кам'янистих, вологих місцях.

## Галерея

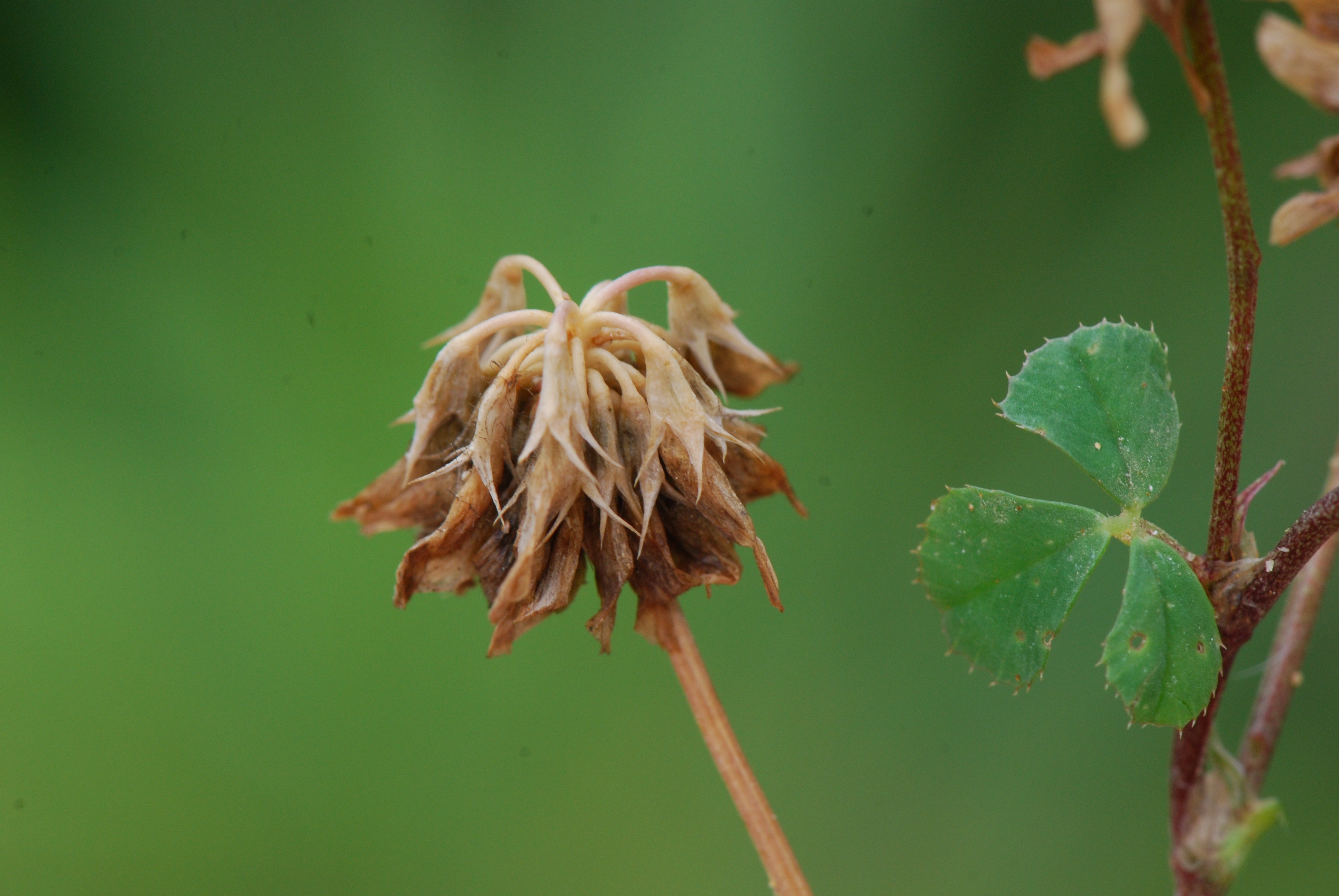